# النظام الأوروبي للمعايير
النظام الأوربي للمعايير (بالإنجليزية: European Norm واختصارها EN) هو النظام النظام العياري الأوروبي المتبع قبل تأسيس المنظمة الدولية للمعايير ISO. يتكون النظام الأوروبي للمعايير من ثلاثة مجالس للمعايير : الهيئة الأوروبية للمعايير CEN واللجنة الكهروتقنية الدولية
CENELEC والمعهد الأوروبي لمعايرة الاتصالات ETSI. وقد استقر على تلك المعايير بعد عملية توثيق عامة بين الدول الأوروبية.

## التسميات والمواصفات
بصفة أساسية بدأت التسمية بالمعيار EN 1 ( أفران تدفئة بالوقود السائل ذات فرن غازي مزود بمدخنة). ثم تواردت بعده التطبيقات التالية:
| أرقام نظام المعايرة   | ملاحظات |
| --------------------- | --- |
| EN 1 إلى EN 99        | أعمال أساسية للهيئة CEN |
| EN 1000 إلى EN 1999   | أعمال أساسية للهيئة CEN |
| EN 2000 إلى EN 6999   | الاتحاد الأوروبي لصناعات الطيران والفضاء (AECMA)                                                                                    |
| EN 10000 - EN 10999   | أرقام احطياطية |
| EN 20000 - EN 29999   | ترقيم قديم للمنظمة الدولية للمعايير (ISO). تبدلت الأرقام من „ISO NNNN“ إلى „EN 2NNNN“, مثل ISO 2338 = EN 22338 (حاليا: EN ISO 2338) |
| EN 40000 - EN 44999   | معايير "تقنية أي تي" IT Standards، وقد تغيرت إلى CEN أو CENELEC                                                                     |
| EN 50000 - EN 59999   | CENELEC Standards |
| EN 60000 - EN 69999   | CENELEC Standards نابعة من الهيئة الدولية للإلكتروتيكنيك IEC                                                                        |
| EN 100000 - EN 299999 | CENELEC Electronic Components Committee (CECC)؛ وتحتوي على تقريرات خاصة بتقييم جودة العناصر الإلكترونية                             |
| EN 300000 - EN 399999 | معايير المعهد الأوروبي لمعايرة الاتصالات ETSI                                                                                       |

## الأعضاء
الأعضاء المشاركون هم دول الاتحاد الأوروبي، و إيسلندا والنرويج وسويسرا، و مقدونيا وتركيا.
كما تنتسب عدة دول مثل ألبانيا وأرمينيا وأذربيجان وبلاروسيا والبوسنة والهرسك وجورجيا، وأوكرانيا وغيرها.
من الدول العربية تنتسب مصر والأردن ولبنان والمغرب وتونس.

وتتولى دورة الهيئات الحالية المعايرة، وهي الثلاثة دول: كازاخستان والنمسا ومنغوليا.

## اقرأ أيضًا
- اللجنة الكهروتقنية الدولية
- أيزو